# Jo White
Pour les articles homonymes, voir White.
Jo White, née en 1964 à Stamford (Lincolnshire), est une personnalité politique britannique.

## Biographie
Jo White naît en 1964 à Stamford (Lincolnshire).
En 2024, elle est élue députée.